# Campeonato Mundial de Fórmula 1 de 2025
O Campeonato Mundial de Fórmula 1 da FIA de 2025 é a 76ª temporada do Campeonato Mundial de Fórmula 1, que é reconhecido pela Federação Internacional de Automobilismo (FIA), o órgão regulador do automobilismo internacional, como a mais alta categoria de competição para carros de corrida monopostos. O campeonato está sendo disputado em vinte e quatro Grandes Prêmios realizados em todo o mundo. Começou em março e terminará em dezembro. Equipes e pilotos competirão para serem campeões mundiais de construtores e de pilotos, respectivamente.
A temporada de 2025 é a última que utilizará a configuração da unidade de potência introduzida em 2014. Uma configuração revisada do sistema elétrico sem o MGU-H e com uma maior potência do MGU-K será introduzida para o campeonato de 2026. Este também é o último ano da geração de chassis introduzida em 2022 e o último ano do Sistema de Redução de Arrasto (DRS, na sua sigla em inglês) introduzido para auxiliar ultrapassagens em 2011, uma vez que carros com aerodinâmica ativa e asas móveis serão introduzidos também a partir da temporada de 2026.

## Pilotos e equipes
Os seguintes pilotos e equipes estão atualmente sob contrato para participar do Campeonato Mundial de Fórmula 1 de 2025:
| Equipe                                      | Construtor                   | Unidade de potência | Chassi(s) | Pneu | Pilotos | Pilotos               | Pilotos | Pilotos | Pilotos                                       |
| Equipe                                      | Construtor                   | Unidade de potência | Chassi(s) | Pneu | N.°     | Nome do piloto        | Sigla   | Rodada  | Pilotos de teste e ou reservas                |
| ------------------------------------------- | ---------------------------- | ------------------- | --------- | ---- | ------- | --------------------- | ------- | ------- | --------------------------------------------- |
| BWT Alpine Formula One Team                 | Alpine-Renault               | Renault             | A525      | P    | 7       | Jack Doohan           | DOO     | 1–6     | Paul Aron Ryō Hirakawa Kush Maini Jack Doohan |
| BWT Alpine Formula One Team                 | Alpine-Renault               | Renault             | A525      | P    | 10      | Pierre Gasly          | GAS     | 1–12    | Paul Aron Ryō Hirakawa Kush Maini Jack Doohan |
| BWT Alpine Formula One Team                 | Alpine-Renault               | Renault             | A525      | P    | 43      | Franco Colapinto      | COL     | 7–12    | Paul Aron Ryō Hirakawa Kush Maini Jack Doohan |
| Aston Martin Aramco Formula One Team        | Aston Martin Aramco-Mercedes | Mercedes            | AMR25     | P    | 14      | Fernando Alonso       | ALO     | 1–12    | Felipe Drugovich Stoffel Vandoorne            |
| Aston Martin Aramco Formula One Team        | Aston Martin Aramco-Mercedes | Mercedes            | AMR25     | P    | 18      | Lance Stroll          | STR     | 1–12    | Felipe Drugovich Stoffel Vandoorne            |
| Scuderia Ferrari HP                         | Ferrari                      | Ferrari             | SF-25     | P    | 16      | Charles Leclerc       | LEC     | 1–12    | Antonio Giovinazzi Guanyu Zhou Dino Beganovic |
| Scuderia Ferrari HP                         | Ferrari                      | Ferrari             | SF-25     | P    | 44      | Lewis Hamilton        | HAM     | 1–12    | Antonio Giovinazzi Guanyu Zhou Dino Beganovic |
| MoneyGram Haas F1 Team                      | Haas-Ferrari                 | Ferrari             | VF-25     | P    | 31      | Esteban Ocon          | OCO     | 1–12    | Ryo Hirakawa                                  |
| MoneyGram Haas F1 Team                      | Haas-Ferrari                 | Ferrari             | VF-25     | P    | 87      | Oliver Bearman        | BEA     | 1–12    | Ryo Hirakawa                                  |
| Stake F1 Team Kick Sauber                   | Kick Sauber-Ferrari          | Ferrari             | C45       | P    | 5       | Gabriel Bortoleto     | BOR     | 1–12    | Paul Aron                                     |
| Stake F1 Team Kick Sauber                   | Kick Sauber-Ferrari          | Ferrari             | C45       | P    | 27      | Nico Hülkenberg       | HUL     | 1–12    | Paul Aron                                     |
| McLaren Formula 1 Team                      | McLaren-Mercedes             | Mercedes            | MCL39     | P    | 4       | Lando Norris          | NOR     | 1–12    | Patricio O'Ward Alex Dunne                    |
| McLaren Formula 1 Team                      | McLaren-Mercedes             | Mercedes            | MCL39     | P    | 81      | Oscar Piastri         | PIA     | 1–12    | Patricio O'Ward Alex Dunne                    |
| Mercedes-AMG Petronas Formula One Team      | Mercedes                     | Mercedes            | W16       | P    | 12      | Andrea Kimi Antonelli | ANT     | 1–12    | Valtteri Bottas Frederik Vesti                |
| Mercedes-AMG Petronas Formula One Team      | Mercedes                     | Mercedes            | W16       | P    | 63      | George Russell        | RUS     | 1–12    | Valtteri Bottas Frederik Vesti                |
| Visa Cash App Racing Bulls Formula One Team | Racing Bulls-Honda RBPT      | Honda RBPT          | VCARB 02  | P    | 6       | Isack Hadjar          | HAD     | 1–12    | Ayumu Iwasa Arvid Lindblad                    |
| Visa Cash App Racing Bulls Formula One Team | Racing Bulls-Honda RBPT      | Honda RBPT          | VCARB 02  | P    | 22      | Yuki Tsunoda          | TSU     | 1–2     | Ayumu Iwasa Arvid Lindblad                    |
| Visa Cash App Racing Bulls Formula One Team | Racing Bulls-Honda RBPT      | Honda RBPT          | VCARB 02  | P    | 30      | Liam Lawson           | LAW     | 3–12    | Ayumu Iwasa Arvid Lindblad                    |
| Oracle Red Bull Racing                      | Red Bull Racing-Honda RBPT   | Honda RBPT          | RB21      | P    | 1       | Max Verstappen        | VER     | 1–12    | Ayumu Iwasa Arvid Lindblad                    |
| Oracle Red Bull Racing                      | Red Bull Racing-Honda RBPT   | Honda RBPT          | RB21      | P    | 22      | Yuki Tsunoda          | TSU     | 3–12    | Ayumu Iwasa Arvid Lindblad                    |
| Oracle Red Bull Racing                      | Red Bull Racing-Honda RBPT   | Honda RBPT          | RB21      | P    | 30      | Liam Lawson           | LAW     | 1–12    | Ayumu Iwasa Arvid Lindblad                    |
| Atlassian Williams Racing                   | Williams-Mercedes            | Mercedes            | FW47      | P    | 23      | Alexander Albon       | ALB     | 1–12    | Luke Browning Victor Martins                  |
| Atlassian Williams Racing                   | Williams-Mercedes            | Mercedes            | FW47      | P    | 55      | Carlos Sainz Jr.      | SAI     | 1–12    | Luke Browning Victor Martins                  |

### Mudanças nas equipes
- A Racing Bulls S.p.A optou por abandonar o acrônimo "RB" e passou a utilizar o termo "Racing Bulls" como o nome de construtor de sua equipe a partir da temporada de 2025.[40]

### Mudanças nos pilotos
- Lewis Hamilton saiu da Mercedes, depois de disputar doze temporadas e conquistar seis títulos, para se juntar a Ferrari a partir da temporada de 2025 no lugar de Carlos Sainz Jr.,[59] que saiu após quatro temporadas para se juntar à Williams em um contrato de vários anos,[58] substituindo Franco Colapinto.[60] Isso encerrou a sequência recorde de Hamilton de mais temporadas consecutivas pilotando para um único construtor, e esta é sua primeira temporada pilotando um carro sem motor Mercedes.[61] Hamilton foi substituído por Andrea Kimi Antonelli, que foi promovido a partir da Fórmula 2.[62]
- A Haas apresentou uma dupla de pilotos totalmente nova em 2025; Nico Hülkenberg deixou a equipe depois de duas temporadas e retornou à Sauber (que será transformada na Audi F1 Team em 2026), com quem pilotou pela última vez em 2013.[63] Ele foi substituído pelo piloto reserva Oliver Bearman, que deixou a Fórmula 2, tendo anteriormente disputado em 2024 os Grandes Prêmios da Arábia Saudita, pela Ferrari, do Azerbaijão e de São Paulo pela Haas.[64][65] Kevin Magnussen também deixou a Haas após ter disputado sete temporadas pela equipe.[66][67] Ele foi substituído por Esteban Ocon, que deixou a Alpine após cinco temporadas na equipe de Enstone.[68] Ocon foi substituído pelo piloto reserva da Alpine, Jack Doohan, que competiu pela última vez no Campeonato de Fórmula 2 de 2023.[69]
- Além da entrada de Hülkenberg, a Sauber também anunciou a entrada de Gabriel Bortoleto, que veio como campeão da Fórmula 2 e Formula 3 em sequência. Ambos substituíram Guanyu Zhou e Valtteri Bottas, sendo que o primeiro se tornou piloto reserva da Ferrari e o segundo da Mercedes, McLaren e Williams. A entrada de Bortoleto marca a primeira vez que um brasileiro é piloto titular da Fórmula 1 desde 2017, quando Felipe Massa fez a sua última temporada pela Williams e se aposentou.
- Sergio Perez deixou a Red Bull Racing-Honda ao final de 2024,[70] mesmo tendo contrato até 2026, para dar lugar a Liam Lawson,[71] promovido a titular da equipe após temporada com a Racing Bulls-Honda. Segundo a nota divulgada pela equipe, a mudança visa renovar a competitividade da equipe, apostando no talento de Lawson após suas boas atuações como reserva.[72] O piloto reserva da Red Bull Racing e de Fórmula 2 Isack Hadjar foi promovido à Racing Bulls ao lado de Yuki Tsunoda, que além de pilotar pela Racing Bulls também será piloto reserva da equipe principal.

#### Mudanças do meio da temporada
- Em 27 de março de 2025, logo após o Grande Prêmio da China, a Red Bull optou por enviar Liam Lawson de volta à Racing Bulls, escolhendo Yuki Tsunoda para ocupar o segundo carro da equipe principal a partir do Grande Prêmio do Japão.[73]
- Em 7 de maio de 2025, dias após o Grande Prêmio de Miami, a Alpine substituiu Jack Doohan pelo reserva Franco Colapinto, com o argentino estando previsto para disputar cinco provas como titular da equipe francesa a partir do Grande Prêmio da Emília-Romanha, enquanto Doohan retorna ao posto de reserva que ocupava até 2024.[74]

## Calendário

Os países em verde sediaram etapas do campeonato de 2025, enquanto os marcados em cinza escuro já sediaram um Grande Prêmio ao menos uma vez na história.

Os seguintes vinte e quatro Grandes Prêmios estão sob contrato para serem realizados como parte do calendário da temporada de 2025:
| Grande Prêmio | Grande Prêmio                     | Circuito                                          | Data           |
| ------------- | --------------------------------- | ------------------------------------------------- | -------------- |
| 1             | Grande Prêmio da Austrália        | Circuito do Grande Prêmio de Melbourne, Melbourne | 16 de março    |
| 2             | Grande Prêmio da China            | Circuito Internacional de Xangai, Xangai          | 23 de março    |
| 3             | Grande Prêmio do Japão            | Curso Internacional de Corridas de Suzuka, Suzuka | 6 de abril     |
| 4             | Grande Prêmio do Barém            | Circuito Internacional do Barém, Sakhir           | 13 de abril    |
| 5             | Grande Prêmio da Arábia Saudita   | Circuito da Corniche de Gidá, Gidá                | 20 de abril    |
| 6             | Grande Prêmio de Miami            | Autódromo Internacional de Miami, Miami Gardens   | 4 de maio      |
| 7             | Grande Prêmio da Emília-Romanha   | Autódromo Enzo e Dino Ferrari, Ímola              | 18 de maio     |
| 8             | Grande Prêmio de Mônaco           | Circuito de Mônaco, Monte Carlo                   | 25 de maio     |
| 9             | Grande Prêmio da Espanha          | Circuito de Barcelona-Catalunha, Montmeló         | 1 de junho     |
| 10            | Grande Prêmio do Canadá           | Circuito Gilles Villeneuve, Montreal              | 15 de junho    |
| 11            | Grande Prêmio da Áustria          | Red Bull Ring, Spielberg                          | 29 de junho    |
| 12            | Grande Prêmio da Grã-Bretanha     | Circuito de Silverstone, Silverstone              | 6 de julho     |
| 13            | Grande Prêmio da Bélgica          | Circuito de Spa-Francorchamps, Stavelot           | 27 de julho    |
| 14            | Grande Prêmio da Hungria          | Hungaroring, Mogyoród                             | 3 de agosto    |
| 15            | Grande Prêmio dos Países Baixos   | Circuito de Zandvoort, Zandvoort                  | 31 de agosto   |
| 16            | Grande Prêmio da Itália           | Autódromo Nacional de Monza, Monza                | 7 de setembro  |
| 17            | Grande Prêmio do Azerbaijão       | Circuito Urbano de Bacu, Bacu                     | 21 de setembro |
| 18            | Grande Prêmio de Singapura        | Circuito Urbano de Marina Bay, Singapura          | 5 de outubro   |
| 19            | Grande Prêmio dos Estados Unidos  | Circuito das Américas, Austin                     | 19 de outubro  |
| 20            | Grande Prêmio da Cidade do México | Autódromo Hermanos Rodríguez, Cidade do México    | 26 de outubro  |
| 21            | Grande Prêmio de São Paulo        | Autódromo José Carlos Pace, São Paulo             | 9 de novembro  |
| 22            | Grande Prêmio de Las Vegas        | Circuito Urbano de Las Vegas, Las Vegas           | 22 de novembro |
| 23            | Grande Prêmio do Catar            | Circuito Internacional de Lusail, Lusail          | 30 de novembro |
| 24            | Grande Prêmio de Abu Dhabi        | Circuito de Yas Marina, Abu Dhabi                 | 7 de dezembro  |
| Fontes:       |                                   |                                                   |                |

### Mudanças no calendário
- O Grande Prêmio da Austrália sediou a primeira corrida da temporada de 2025 pela primeira vez desde 2019, em razão do Grande Prêmio do Barém, o local de abertura da temporada anterior, ter sido adiado por causa do Ramadã.[76][77]

## Pré-temporada
(Em negrito, a volta mais rápida de cada dia)
| N.º | Circuito                               | Resultados      | Resultados       | Resultados        | Resultados   | Resultados | Resultados |
| --- | -------------------------------------- | --------------- | ---------------- | ----------------- | ------------ | ---------- | ---------- |
| 1   | Circuito Internacional do Barém, Barém | Dia             | Piloto           | Equipe            | Melhor tempo | Voltas     | Ref.       |
| 1   | Circuito Internacional do Barém, Barém | 26 de fevereiro | Lando Norris     | McLaren-Mercedes  | 1:30.430     | 52         | [ 78 ]     |
| 1   | Circuito Internacional do Barém, Barém | 27 de fevereiro | Carlos Sainz Jr. | Williams-Mercedes | 1:29.348     | 126        | [ 79 ]     |
| 1   | Circuito Internacional do Barém, Barém | 28 de fevereiro | George Russell   | Mercedes          | 1:29.545     | 91         | [ 80 ]     |

## Pneus
Desde 2011, a Pirelli tem sido a fornecedora oficial de pneus dos campeonatos de Fórmula 1. Como mudança nesta temporada, a Pirelli, a pedido da FIA, decidiu simplificar os nomes que indicam os pneus de pista seca, sendo eles "Macio" (cor vermelha), "Médio" (cor amarela) e "Duro" (cor branca). O tipo de composto utilizado era separado em nomenclaturas (do C1, o mais duro e com maior resistência, ao C5, o mais macio e com menor resistência), sendo separado para cada Grande Prêmio três dos cinco compostos disponíveis pela Pirelli.
| Nome do composto | Cor      | Cor | Cor | Banda de rolamento  | Condições de condução | Aderência   | Longevidade |
| ---------------- | -------- | --- | --- | ------------------- | --------------------- | ----------- | ----------- |
| Macio            | Vermelho |     |     | Slick (P Zero™)     | Seco                  | Muito alta  | Muito baixa |
| Macio            | Vermelho |     |     | Slick (P Zero™)     | Seco                  | Muito alta  | Muito baixa |
| Macio            | Vermelho |     |     | Slick (P Zero™)     | Seco                  | Muito alta  | Muito baixa |
| Médio            | Amarelo  |     |     | Slick (P Zero™)     | Seco                  | Média       | Média       |
| Médio            | Amarelo  |     |     | Slick (P Zero™)     | Seco                  | Média       | Média       |
| Médio            | Amarelo  |     |     | Slick (P Zero™)     | Seco                  | Média       | Média       |
| Duro             | Branco   |     |     | Slick (P Zero™)     | Seco                  | Muito baixa | Muito alta  |
| Duro             | Branco   |     |     | Slick (P Zero™)     | Seco                  | Muito baixa | Muito alta  |
| Duro             | Branco   |     |     | Slick (P Zero™)     | Seco                  | Muito baixa | Muito alta  |
| Intermediário    | Verde    |     |     | Sulcos (Cinturato™) | Molhado               | —           | —           |
| Chuva            | Azul     |     |     | Sulcos (Cinturato™) | Molhado               | —           | —           |

| Compostos     | AUS | CHN | JAP | BAR | SAU | MIA | EMI | MON | ESP | CAN | AUT | GBR | BEL | HUN | NED | ITA | AZE | SIN | EUA | MEX | SAP | LAS | QAT | ABU |
| ------------- | --- | --- | --- | --- | --- | --- | --- | --- | --- | --- | --- | --- | --- | --- | --- | --- | --- | --- | --- | --- | --- | --- | --- | --- |
| Duro          |     |     |     |     |     |     |     |     |     |     |     |     |     |     |     |     |     |     |     |     |     |     |     |     |
| Médio         |     |     |     |     |     |     |     |     |     |     |     |     |     |     |     |     |     |     |     |     |     |     |     |     |
| Macio         |     |     |     |     |     |     |     |     |     |     |     |     |     |     |     |     |     |     |     |     |     |     |     |     |
| Intermediário |     |     |     |     |     |     |     |     |     |     |     |     |     |     |     |     |     |     |     |     |     |     |     |     |
| Chuva         |     |     |     |     |     |     |     |     |     |     |     |     |     |     |     |     |     |     |     |     |     |     |     |     |

## Resultados e classificação

### Por Grande Prêmio
| Nº | Grande Prêmio                     | Pole Position   | Tempo    | Volta mais rápida | Tempo    | Piloto do dia     | Vencedor       | Equipe                     | Descrição |
| -- | --------------------------------- | --------------- | -------- | ----------------- | -------- | ----------------- | -------------- | -------------------------- | --------- |
| 1  | Grande Prêmio da Austrália        | Lando Norris    | 1:15.096 | Lando Norris      | 1:22.167 | Lando Norris      | Lando Norris   | McLaren-Mercedes           | Descrição |
| 2  | Grande Prêmio da China            | Oscar Piastri   | 1:30.641 | Lewis Hamilton    | 1:35.069 | Kimi Antonelli    | Oscar Piastri  | McLaren-Mercedes           | Descrição |
| 3  | Grande Prêmio do Japão            | Max Verstappen  | 1:26.983 | Kimi Antonelli    | 1:30.965 | Yuki Tsunoda      | Max Verstappen | Red Bull Racing-Honda RBPT | Descrição |
| 4  | Grande Prêmio do Barém            | Oscar Piastri   | 1:29.841 | Oscar Piastri     | 1:35.140 | Lewis Hamilton    | Oscar Piastri  | McLaren-Mercedes           | Descrição |
| 5  | Grande Prêmio da Arábia Saudita   | Max Verstappen  | 1:27.294 | Lando Norris      | 1:31.778 | Max Verstappen    | Oscar Piastri  | McLaren-Mercedes           | Descrição |
| 6  | Grande Prêmio de Miami            | Max Verstappen  | 1:26.204 | Lando Norris      | 1:29.746 | Oscar Piastri     | Oscar Piastri  | McLaren-Mercedes           | Descrição |
| 7  | Grande Prêmio da Emília-Romanha   | Oscar Piastri   | 1:14.670 | Max Verstappen    | 1:17.988 | Max Verstappen    | Max Verstappen | Red Bull Racing-Honda RBPT | Descrição |
| 8  | Grande Prêmio de Mônaco           | Lando Norris    | 1.09.954 | George Russell    | 1:13.405 | Charles Leclerc   | Lando Norris   | McLaren-Mercedes           | Descrição |
| 9  | Grande Prêmio da Espanha          | Oscar Piastri   | 1:11.546 | Oscar Piastri     | 1:15.743 | Max Verstappen    | Oscar Piastri  | McLaren-Mercedes           | Descrição |
| 10 | Grande Prêmio do Canadá           | George Russell  | 1:10.899 | George Russell    | 1:14.119 | Kimi Antonelli    | George Russell | Mercedes                   | Descrição |
| 11 | Grande Prêmio da Áustria          | Lando Norris    | 1:03.971 | Oscar Piastri     | 1:07.924 | Gabriel Bortoleto | Lando Norris   | McLaren-Mercedes           | Descrição |
| 12 | Grande Prêmio da Grã-Bretanha     | Max Verstappen  | 1:24.892 | Oscar Piastri     | 1:29.337 | Nico Hülkenberg   | Lando Norris   | McLaren-Mercedes           | Descrição |
| 13 | Grande Prêmio da Bélgica          | Lando Norris    | 1:40:562 | Kimi Antonelli    | 1:44.861 | Lewis Hamilton    | Oscar Piastri  | McLaren-Mercedes           | Descrição |
| 14 | Grande Prêmio da Hungria          | Charles Leclerc | 1:15.372 | George Russell    | 1:19.409 | Gabriel Bortoleto | Lando Norris   | McLaren-Mercedes           | Descrição |
| 15 | Grande Prêmio dos Países Baixos   |                 |          |                   |          |                   |                |                            | Descrição |
| 16 | Grande Prêmio da Itália           |                 |          |                   |          |                   |                |                            | Descrição |
| 17 | Grande Prêmio do Azerbaijão       |                 |          |                   |          |                   |                |                            | Descrição |
| 18 | Grande Prêmio de Singapura        |                 |          |                   |          |                   |                |                            | Descrição |
| 19 | Grande Prêmio dos Estados Unidos  |                 |          |                   |          |                   |                |                            | Descrição |
| 20 | Grande Prêmio da Cidade do México |                 |          |                   |          |                   |                |                            | Descrição |
| 21 | Grande Prêmio de São Paulo        |                 |          |                   |          |                   |                |                            | Descrição |
| 22 | Grande Prêmio de Las Vegas        |                 |          |                   |          |                   |                |                            | Descrição |
| 23 | Grande Prêmio do Catar            |                 |          |                   |          |                   |                |                            | Descrição |
| 24 | Grande Prêmio de Abu Dhabi        |                 |          |                   |          |                   |                |                            | Descrição |

### PorSprint
| Nº | Sprint                           | Pole Position  | Tempo    | Vencedor       | Equipe                     | Descrição |
| -- | -------------------------------- | -------------- | -------- | -------------- | -------------------------- | --------- |
| 1  | Grande Prêmio da China           | Lewis Hamilton | 1:30.849 | Lewis Hamilton | Ferrari                    | Descrição |
| 2  | Grande Prêmio de Miami           | Kimi Antonelli | 1:26.482 | Lando Norris   | McLaren-Mercedes           | Descrição |
| 3  | Grande Prêmio da Bélgica         | Oscar Piastri  | 1:40.510 | Max Verstappen | Red Bull Racing-Honda RBPT | Descrição |
| 4  | Grande Prêmio dos Estados Unidos |                |          |                |                            | Descrição |
| 5  | Grande Prêmio de São Paulo       |                |          |                |                            | Descrição |
| 6  | Grande Prêmio do Catar           |                |          |                |                            | Descrição |

### Sistema de pontuação
Os pontos são concedidos até o décimo colocado. Um ponto extra era concedido ao piloto que marcasse a volta mais rápida durante uma corrida até a temporada de 2024, contudo, a partir da temporada de 2025, o detentor da volta mais rápida não ganhará esse ponto.
Grandes Prêmios
| Posição | Posição | 1º | 2º | 3º | 4º | 5º | 6º | 7º | 8º | 9º | 10º |
| Pontos  | CP      | 25 | 18 | 15 | 12 | 10 | 8  | 6  | 4  | 2  | 1   |
| Pontos  | CS      | 8  | 7  | 6  | 5  | 4  | 3  | 2  | 1  | —  | —   |

### Campeonato de Pilotos
| Pos. | N.º | Piloto                | AUS | CHN | CHN | JAP | BAR | SAU | MIA | MIA | EMI | MON | ESP | CAN | AUT | GBR | BEL | BEL | HUN | NED | ITA | AZE | SIN | EUA | EUA | MEX | SAP | SAP | LAS | QAT | QAT | ABU | Pts. |
| Pos. | N.º | Piloto                | AUS | CS  | CP  | JAP | BAR | SAU | CS  | CP  | EMI | MON | ESP | CAN | AUT | GBR | CS  | CP  | HUN | NED | ITA | AZE | SIN | CS  | CP  | MEX | CS  | CP  | LAS | CS  | CP  | ABU | Pts. |
| ---- | --- | --------------------- | --- | --- | --- | --- | --- | --- | --- | --- | --- | --- | --- | --- | --- | --- | --- | --- | --- | --- | --- | --- | --- | --- | --- | --- | --- | --- | --- | --- | --- | --- | ---- |
| 1    | 81  | Oscar Piastri         | 9   | 2   | 1   | 3   | 1   | 1   | 2   | 1   | 3   | 3   | 1   | 4   | 2   | 2   | 2   | 1   | 2   |     |     |     |     |     |     |     |     |     |     |     |     |     | 284  |
| 2    | 4   | Lando Norris          | 1   | 8   | 2   | 2   | 3   | 4   | 1   | 2   | 2   | 1   | 2   | 18† | 1   | 1   | 3   | 2   | 1   |     |     |     |     |     |     |     |     |     |     |     |     |     | 275  |
| 3    | 1   | Max Verstappen        | 2   | 3   | 4   | 1   | 6   | 2   | 17  | 4   | 1   | 4   | 10  | 2   | Ret | 5   | 1   | 4   | 9   |     |     |     |     |     |     |     |     |     |     |     |     |     | 187  |
| 4    | 63  | George Russell        | 3   | 4   | 3   | 5   | 2   | 5   | 4   | 3   | 7   | 11  | 4   | 1   | 5   | 10  | 12  | 5   | 3   |     |     |     |     |     |     |     |     |     |     |     |     |     | 172  |
| 5    | 16  | Charles Leclerc       | 8   | 5   | DSQ | 4   | 4   | 3   | NL  | 7   | 6   | 2   | 3   | 5   | 3   | 14  | 4   | 3   | 4   |     |     |     |     |     |     |     |     |     |     |     |     |     | 151  |
| 6    | 44  | Lewis Hamilton        | 10  | 1   | DSQ | 7   | 5   | 7   | 3   | 8   | 4   | 5   | 6   | 6   | 4   | 4   | 15  | 7   | 12  |     |     |     |     |     |     |     |     |     |     |     |     |     | 109  |
| 7    | 12  | Andrea Kimi Antonelli | 4   | 7   | 6   | 6   | 11  | 6   | 7   | 6   | Ret | 18  | Ret | 3   | Ret | Ret | 17  | 16  | 10  |     |     |     |     |     |     |     |     |     |     |     |     |     | 64   |
| 8    | 23  | Alexander Albon       | 5   | 11  | 7   | 9   | 12  | 9   | 11  | 5   | 5   | 9   | Ret | Ret | Ret | 8   | 16  | 6   | 15  |     |     |     |     |     |     |     |     |     |     |     |     |     | 54   |
| 9    | 27  | Nico Hülkenberg       | 7   | 19  | 15  | 16  | DSQ | 15  | 9   | 14  | 12  | 16  | 5   | 8   | 9   | 3   | 18  | 12  | 13  |     |     |     |     |     |     |     |     |     |     |     |     |     | 37   |
| 10   | 31  | Esteban Ocon          | 13  | 16  | 5   | 18  | 8   | 14  | 12  | 12  | Ret | 7   | 16  | 9   | 10  | 13  | 5   | 15  | 16  |     |     |     |     |     |     |     |     |     |     |     |     |     | 27   |
| 11   | 14  | Fernando Alonso       | Ret | 10  | Ret | 11  | 15  | 11  | Ret | 15  | 11  | Ret | 9   | 7   | 7   | 9   | 14  | 17  | 5   |     |     |     |     |     |     |     |     |     |     |     |     |     | 26   |
| 12   | 18  | Lance Stroll          | 6   | 9   | 9   | 20  | 17  | 16  | 5   | 16  | 15  | 15  | Les | 17  | 14  | 7   | 13  | 14  | 7   |     |     |     |     |     |     |     |     |     |     |     |     |     | 26   |
| 13   | 6   | Isack Hadjar          | NL  | 13  | 11  | 8   | 13  | 10  | 10  | 11  | 9   | 6   | 7   | 16  | 12  | Ret | 8   | 20  | 11  |     |     |     |     |     |     |     |     |     |     |     |     |     | 22   |
| 14   | 10  | Pierre Gasly          | 11  | 12  | DSQ | 13  | 7   | Ret | 8   | 13  | 13  | Ret | 8   | 15  | 13  | 6   | Ret | 10  | 19  |     |     |     |     |     |     |     |     |     |     |     |     |     | 20   |
| 15   | 30  | Liam Lawson           | Ret | 14  | 12  | 17  | 16  | 12  | 13  | Ret | 14  | 8   | 11  | Ret | 6   | Ret | 10  | 8   | 8   |     |     |     |     |     |     |     |     |     |     |     |     |     | 20   |
| 16   | 55  | Carlos Sainz Jr.      | Ret | 17  | 10  | 14  | Ret | 8   | Ret | 9   | 8   | 10  | 14  | 10  | NL  | 12  | 6   | 18  | 14  |     |     |     |     |     |     |     |     |     |     |     |     |     | 16   |
| 17   | 5   | Gabriel Bortoleto     | Ret | 18  | 14  | 19  | 18  | 18  | 15  | Ret | 18  | 14  | 12  | 14  | 8   | Ret | 9   | 9   | 6   |     |     |     |     |     |     |     |     |     |     |     |     |     | 14   |
| 18   | 22  | Yuki Tsunoda          | 12  | 6   | 16  | 12  | 9   | Ret | 6   | 10  | 10  | 17  | 13  | 12  | 16  | 15  | 11  | 13  | 17  |     |     |     |     |     |     |     |     |     |     |     |     |     | 10   |
| 19   | 87  | Oliver Bearman        | 14  | 15  | 8   | 10  | 10  | 13  | 14  | Ret | 17  | 12  | 17  | 11  | 11  | 11  | 7   | 11  | Ret |     |     |     |     |     |     |     |     |     |     |     |     |     | 8    |
| 20   | 43  | Franco Colapinto      | -   | -   | -   | -   | -   | -   | -   | -   | 16  | 13  | 15  | 13  | 15  | NL  | 19  | 19  | 18  |     |     |     |     |     |     |     |     |     |     |     |     |     | 0    |
| 21   | 7   | Jack Doohan           | Ret | 20  | 13  | 15  | 14  | 17  | 16  | Ret | -   | -   | -   | -   | -   | -   |     |     |     |     |     |     |     |     |     |     |     |     |     |     |     |     | 0    |

| Cor       | Ouro                 | Prata           | Bronze                | Verde                | Azul                 | Púrpura          | Vermelho             |
| Resultado | Vencedor             | 2.º lugar       | 3.º lugar             | Terminou, nos pontos | Terminou, sem pontos | Retirou-se (Ret) | Não qualificado (NQ) |
|           |                      |                 |                       |                      |                      |                  |                      |
| Cor       | Preto                | Branco          | Branco                | Azul claro           | Sem cor              | Sem cor          | Sem cor              |
| Resultado | Desqualificado (DSQ) | Não largou (NL) | Corrida cancelada (C) | Apenas treino (AT)   | Não participou (NP)  | Lesionado (Les)  | Excluído (EX)        |

Negrito – Pole position

Itálico – Volta mais rápida

† – Classificado por ter completado mais de 90% da prova

²/³ – Resultado da qualificação de sprint

### Campeonato de Construtores
| Pos. | Construtor                 | N.º | AUS | CHN | CHN | JAP | BAR | SAU | MIA | MIA | EMI | MON | ESP | CAN | AUT | GBR | BEL | BEL | HUN | NED | ITA | AZE | SIN | EUA | EUA | MEX | SAP | SAP | LAS | QAT | QAT | ABU | Ptos. |
| Pos. | Construtor                 | N.º | AUS | CS  | CP  | JAP | BAR | SAU | CS  | CP  | EMI | MON | ESP | CAN | AUT | GBR | CS  | CP  | HUN | NED | ITA | AZE | SIN | CS  | CP  | MEX | CS  | CP  | LAS | CS  | CP  | ABU | Ptos. |
| ---- | -------------------------- | --- | --- | --- | --- | --- | --- | --- | --- | --- | --- | --- | --- | --- | --- | --- | --- | --- | --- | --- | --- | --- | --- | --- | --- | --- | --- | --- | --- | --- | --- | --- | ----- |
| 1    | McLaren-Mercedes           | 4   | 1   | 8   | 2   | 2   | 3   | 4   | 1   | 2   | 2   | 1   | 2   | 18† | 1   | 1   | 3   | 2   | 1   |     |     |     |     |     |     |     |     |     |     |     |     |     | 559   |
| 1    | McLaren-Mercedes           | 81  | 9   | 2   | 1   | 3   | 1   | 1   | 2   | 1   | 3   | 3   | 1   | 4   | 2   | 2   | 2   | 1   | 2   |     |     |     |     |     |     |     |     |     |     |     |     |     | 559   |
| 2    | Ferrari                    | 16  | 8   | 5   | DSQ | 4   | 4   | 3   | NL  | 7   | 6   | 2   | 3   | 5   | 3   | 14  | 4   | 3   | 4   |     |     |     |     |     |     |     |     |     |     |     |     |     | 260   |
| 2    | Ferrari                    | 44  | 10  | 1   | DSQ | 7   | 5   | 7   | 3   | 8   | 4   | 5   | 6   | 6   | 4   | 4   | 15  | 7   | 12  |     |     |     |     |     |     |     |     |     |     |     |     |     | 260   |
| 3    | Mercedes                   | 12  | 4   | 7   | 6   | 6   | 11  | 6   | 7   | 6   | Ret | 18  | Ret | 3   | Ret | Ret | 17  | 16  | 10  |     |     |     |     |     |     |     |     |     |     |     |     |     | 236   |
| 3    | Mercedes                   | 63  | 3   | 4   | 3   | 5   | 2   | 5   | 4   | 3   | 7   | 11  | 4   | 1   | 5   | 10  | 12  | 5   | 3   |     |     |     |     |     |     |     |     |     |     |     |     |     | 236   |
| 4    | Red Bull Racing-Honda RBPT | 1   | 2   | 3   | 4   | 1   | 6   | 2   | 17  | 4   | 1   | 4   | 10  | 2   | Ret | 5   | 1   | 4   | 9   |     |     |     |     |     |     |     |     |     |     |     |     |     | 194   |
| 4    | Red Bull Racing-Honda RBPT | 22  | -   | -   | -   | 12  | 9   | Ret | 6   | 10  | 10  | 17  | 13  | 12  | 16  | 15  | 11  | 13  | 17  |     |     |     |     |     |     |     |     |     |     |     |     |     | 194   |
| 4    | Red Bull Racing-Honda RBPT | 30  | Ret | 14  | 12  | -   | -   | -   | -   | -   | -   | -   | -   | -   | -   | -   |     |     |     |     |     |     |     |     |     |     |     |     |     |     |     |     | 194   |
| 5    | Williams-Mercedes          | 23  | 5   | 11  | 7   | 9   | 12  | 9   | 11  | 5   | 5   | 9   | Ret | Ret | Ret | 8   | 16  | 6   | 15  |     |     |     |     |     |     |     |     |     |     |     |     |     | 70    |
| 5    | Williams-Mercedes          | 55  | Ret | 17  | 10  | 14  | Ret | 8   | Ret | 9   | 8   | 10  | 14  | 10  | NL  | 12  | 6   | 18  | 14  |     |     |     |     |     |     |     |     |     |     |     |     |     | 70    |
| 6    | Aston Martin-Mercedes      | 14  | Ret | 10  | Ret | 11  | 15  | 11  | Ret | 15  | 11  | Ret | 9   | 7   | 7   | 9   | 14  | 17  | 5   |     |     |     |     |     |     |     |     |     |     |     |     |     | 52    |
| 6    | Aston Martin-Mercedes      | 18  | 6   | 9   | 9   | 20  | 17  | 16  | 5   | 16  | 15  | 15  | Les | 17  | 14  | 7   | 13  | 14  | 7   |     |     |     |     |     |     |     |     |     |     |     |     |     | 52    |
| 7    | Kick Sauber-Ferrari        | 5   | Ret | 18  | 14  | 19  | 18  | 18  | 15  | Ret | 18  | 14  | 12  | 14  | 8   | Ret | 9   | 9   | 6   |     |     |     |     |     |     |     |     |     |     |     |     |     | 51    |
| 7    | Kick Sauber-Ferrari        | 27  | 7   | 19  | 15  | 16  | DSQ | 15  | 9   | 14  | 12  | 16  | 5   | 8   | 9   | 3   | 18  | 12  | 13  |     |     |     |     |     |     |     |     |     |     |     |     |     | 51    |
| 8    | Racing Bulls-Honda RBPT    | 6   | NL  | 13  | 11  | 8   | 13  | 10  | 10  | 11  | 9   | 6   | 7   | 16  | 12  | Ret | 8   | 20  | 11  |     |     |     |     |     |     |     |     |     |     |     |     |     | 45    |
| 8    | Racing Bulls-Honda RBPT    | 22  | 12  | 6   | 16  | -   | -   | -   | -   | -   | -   | -   | -   | -   | -   | -   |     |     |     |     |     |     |     |     |     |     |     |     |     |     |     |     | 45    |
| 8    | Racing Bulls-Honda RBPT    | 30  | -   | -   | -   | 17  | 16  | 12  | 13  | Ret | 14  | 8   | 11  | Ret | 6   | Ret | 10  | 8   | 8   |     |     |     |     |     |     |     |     |     |     |     |     |     | 45    |
| 9    | Haas-Ferrari               | 31  | 13  | 16  | 5   | 18  | 8   | 14  | 12  | 12  | Ret | 7   | 16  | 9   | 10  | 13  | 5   | 15  | 16  |     |     |     |     |     |     |     |     |     |     |     |     |     | 35    |
| 9    | Haas-Ferrari               | 87  | 14  | 15  | 8   | 10  | 10  | 13  | 14  | Ret | 17  | 12  | 17  | 11  | 11  | 11  | 7   | 11  | Ret |     |     |     |     |     |     |     |     |     |     |     |     |     | 35    |
| 10   | Alpine-Renault             | 7   | Ret | 20  | 13  | 15  | 14  | 17  | 16  | Ret | -   | -   | -   | -   | -   | -   |     |     |     |     |     |     |     |     |     |     |     |     |     |     |     |     | 20    |
| 10   | Alpine-Renault             | 10  | 11  | 12  | DSQ | 13  | 7   | Ret | 8   | 13  | 13  | Ret | 8   | 15  | 13  | 6   | Ret | 10  | 19  |     |     |     |     |     |     |     |     |     |     |     |     |     | 20    |
| 10   | Alpine-Renault             | 43  | -   | -   | -   | -   | -   | -   | -   | -   | 16  | 13  | 15  | 13  | 15  | NL  | 19  | 19  | 18  |     |     |     |     |     |     |     |     |     |     |     |     |     | 20    |

| Cor       | Ouro                 | Prata           | Bronze                | Verde                | Azul                 | Púrpura          | Vermelho             |
| Resultado | Vencedor             | 2.º lugar       | 3.º lugar             | Terminou, nos pontos | Terminou, sem pontos | Retirou-se (Ret) | Não qualificado (NQ) |
|           |                      |                 |                       |                      |                      |                  |                      |
| Cor       | Preto                | Branco          | Branco                | Azul claro           | Sem cor              | Sem cor          | Sem cor              |
| Resultado | Desqualificado (DSQ) | Não largou (NL) | Corrida cancelada (C) | Apenas treino (AT)   | Não participou (NP)  | Lesionado (Les)  | Excluído (EX)        |

Negrito – Pole position

Itálico – Volta mais rápida

† – Classificado por ter completado mais de 90% da prova

²/³ – Resultado da qualificação de sprint

## Transmissão no Brasil
Será a última temporada transmitida pela Band após cinco anos.